# Pop-up
Ein Pop-up [ˈpɒpˌʌp] (von englisch to pop up, „plötzlich auftauchen“) ist ein Element einer grafischen Benutzeroberfläche. In der Regel werden Pop-ups eingesetzt, um zusätzliche Inhalte anzuzeigen oder eine bestimmte Interaktion abzufragen. Typischerweise „springen“ Pop-ups auf und überdecken dabei andere Teile der Benutzeroberfläche.

## Arten
In einem Browser gibt es drei Arten von Pop-ups: die eigenständigen Fenster, die in die Seite integrierten Elemente und die Dialogfenster.

### Eigenständige Fenster
Pop-up-Fenster können von einer Seite geöffnet werden, werden aber nicht mit dem Fenster, das das Pop-up-Fenster geöffnet hat, geschlossen. Die meisten Browser verhindern das Öffnen von Pop-up-Fenstern, außer wenn sie als Reaktion auf Klicks des Benutzers geöffnet werden. Daher werden Werbe-Pop-ups meist beim Klick auf einen Link als weiterer Effekt (zusätzlich zum Öffnen des eigentlichen Links) angezeigt. Auch das Gegenteil ist möglich: Der Link leitet zur Werbung und die gewünschte Seite wird in einem neuen Fenster oder Tab geöffnet (vgl. Pop-under). Das hat den Nachteil, dass die Zurück-Schaltfläche des Browsers dort nicht mehr funktioniert, da im neuen Fenster oder Tab zuvor keine Seiten aufgerufen wurden.

### Dialogfenster
Dialogfenster im klassischen Sinne, die also von dem Browser oder einem anderen Programm geöffnet werden, gibt es immer seltener. Dialogfenster sind Fenster, die automatisch im Vordergrund sind und ein Texteingabefeld oder ein oder mehrere Schaltflächen haben. Im Web sind Dialogfenster aber vermehrt als Element realisiert, während sich in Desktopprogrammen Ribbons und Palettenfenster durchsetzen.

### Element

Beispiel für ein Pop-up in einem Wikipedia-Artikel

Pop-up-Elemente sind Elemente innerhalb einer Seite, wie Lightboxen, die nur im Rahmen der jeweiligen Seite verfügbar sind und auch mit dem Schließen der Seite verschwinden.

## Einsatz

### Lightboxen
Lightboxen sind Pop-up-Elemente, die Multimediaobjekte beinhalten und durch ein Vorschaubild aufgerufen werden.

### Werbung
In Pop-ups angezeigte Werbung wird insbesondere von Internetnutzern als störend empfunden. Moderne Browser verfügen in der Regel über Pop-up-Blocker, die das Öffnen solcher Pop-up-Fenster verhindern. Diese Schutzmaßnahme kann jedoch umgangen werden, indem die Inhalte z. B. in Form eines Layer Ads, eine Art Lightbox für Werbe-Pop-Ups, direkt auf der ursprünglichen Webseite angezeigt werden, anstatt sie in einem neuen Browserfenster zu öffnen.

### Sonstige Verwendungen
Darüber hinaus sind auch Kontextmenüs Pop-up-Elemente.